# Barbulifer antennatus
Barbulifer antennatus es una especie de pez de la familia de los Gobiidae en el orden de los Perciformes.

## Morfología
Los machos pueden llegar a alcanzar los 2 cm de longitud total.

## Hábitat
Es un pez de mar y clima tropical y demersal.

## Distribución geográfica
Se encuentra en el Atlántico occidental: desde las Bahamas hasta las Antillas. 

## Observaciones
Es inofensivo para los humanos. 